# 노머스
노머스(Knowmerce Corp.)는 대한민국의 엔터 테크 기업이다. 본사는 서울특별시 강남구 도산대로 145 (신사동, 인우빌딩) 7층에 위치해 있다. 대표이사는 김영준이다.

## 상장
2024년 11월 12일 주관사를 대신증권으로 공모가 3만 200원(희망공모가 밴드 2만7200~3만200원)에 코스닥 시장에 상장하였으며 35.76% 떨어져서 거래를 마쳤다

## 참고 문헌
1. ↑  정동진, 노머스, '아티스트 플랫폼'으로 상장 닻 올린다, 딜사이트, 2024.08.09
2. ↑  박기영, 노머스, 해외매출 3배 늘고 부채 90% 감소…하반기 코스닥 상장, 머니투데이, 2024.06.13
3. ↑  곽윤아, 새내기株 한파…'엔터테크' 노머스, 상장 첫날 36% 급락(종합), 연합뉴스, 2024-11-12